# Fraxinus angustifolia subsp. angustifolia
Fraxinus angustifolia subsp. angustifolia é uma subespécie de planta com flor pertencente à família Oleaceae. 
A autoridade científica da subespécie é Vahl.
Os seus nomes comuns são freixo, freixo-comum ou freixo-das-folhas-estreitas.

## Portugal
Trata-se de uma subespécie presente no território português, nomeadamente em Portugal Continental.
Em termos de naturalidade é nativa da região atrás indicada.

## Protecção
Não se encontra protegida por legislação portuguesa ou da Comunidade Europeia.